# Широкий Брод
Широкий Брод (рос. Широкий Брод) — хутір у складі Сарактаського району Оренбурзької області, Росія.

## Населення
Населення — 3 особи (2010; 15 у 2002).
Національний склад (станом на 2002 рік):
- українці — 67 %
- росіяни — 33 %